# Leena Laulajainen
Leena Salme Tuulikki Laulajainen, född 18 september 1939 i Kinnula, död 15 december 2017, var en finländsk författare.
Laulajainen blev filosofie kandidat 1967 och arbetade som modersmålslärare i flera läroverk och överinspektör vid skolstyrelsen 1973–1981. Hennes författarskap riktar sig främst till barn och unga. Hon gav ut bland annat Vesilinnun sydän (1983), Sinisen delfiinin laulut (1997), Kultamarja ja metsän salaisuudet (1998) och Lumilinnut (2001). Flera av hennes sagoböcker, som ofta anknyter till samiska traditioner, och ungdomsromaner har översatts till svenska. Hon skrev även en biografisk studie över målaren Alice Kaira, Alice Kairan maailma (1987).
Laulajainen erhöll flera priser för sitt författarskap, bland annat Finlandia Juniorpriset 1998 och Pro Finlandia-medaljen 2001.